# Microthyrium ilicinum
Microthyrium ilicinum är en svampart som beskrevs av De Not. 1862. Microthyrium ilicinum ingår i släktet Microthyrium och familjen Microthyriaceae.   Inga underarter finns listade i Catalogue of Life.